# Cochranella vozmedianoi
Cochranella vozmedianoi är en groddjursart som beskrevs av Jose Ayarzagüena och J. Celsa Senaris 1997. Cochranella vozmedianoi ingår i släktet Cochranella och familjen glasgrodor. Inga underarter finns listade i Catalogue of Life.